# Centrale de Grand-Sault
La centrale de Grand-Sault est un barrage et une centrale hydroélectrique aménagés sur le fleuve Saint-Jean, à Grand-Sault, au Nouveau-Brunswick (Canada). La centrale, d'une puissance installée de 66 MW a été construite par une filiale de la société américaine International Paper et mise en service en 1931. Elle a été acquise par Énergie NB en 1959.

## Historique
Le projet de construire une centrale hydroélectrique au Grand-Sault prend forme en 1925. L'impulsion vient de la Commission d'énergie électrique du Nouveau-Brunswick, une société de la Couronne créée en 1920 par le gouvernement de Walter E. Foster pour développer l'économie de la province. Le premier aménagement de la Commission à Musquash se solde par un échec, le barrage ne résistant pas à sa crue printanière, en 1923.
En 1925, le premier ministre libéral Peter Veniot fait la promotion d'une centrale de 160 000 chevaux (environ 120 MW) à la chute du Grand-Sault, sur le fleuve Saint-Jean, dans le nord-ouest de la province. Toutefois, pour atteindre cette puissance, la collaboration du Québec est nécessaire, puisque 60 % du bassin versant en amont de la centrale projetée se trouve dans la région frontalière du Témiscouata. Veniot s'adresse alors à son homologue québécois, le premier ministre Louis-Alexandre Taschereau afin que l'Assemblée législative du Québec adopte une loi constituant une compagnie québécoise, la Commission du pouvoir hydro-électrique du Nouveau-Brunswick, qui aurait pour mandat de réaliser les travaux d'aménagement nécessaires sur le territoire du Québec. Taschereau, un autre libéral, accepte, et la loi est adoptée.
Le projet prévoit la régularisation des eaux des lacs Beau et Pohénégamook, qui se déversent dans la rivière Saint-François, un affluent du fleuve Saint-Jean qui coule en amont d'Edmundston. De retour à Fredericton, le premier ministre Veniot, premier Acadien à s'élever à ce poste, subit les foudres de l'opposition conservatrice. Il est battu à l'élection provinciale de 1925 et son successeur, John Baxter cède le projet à la St. John River Storage, une filiale d'International Paper.

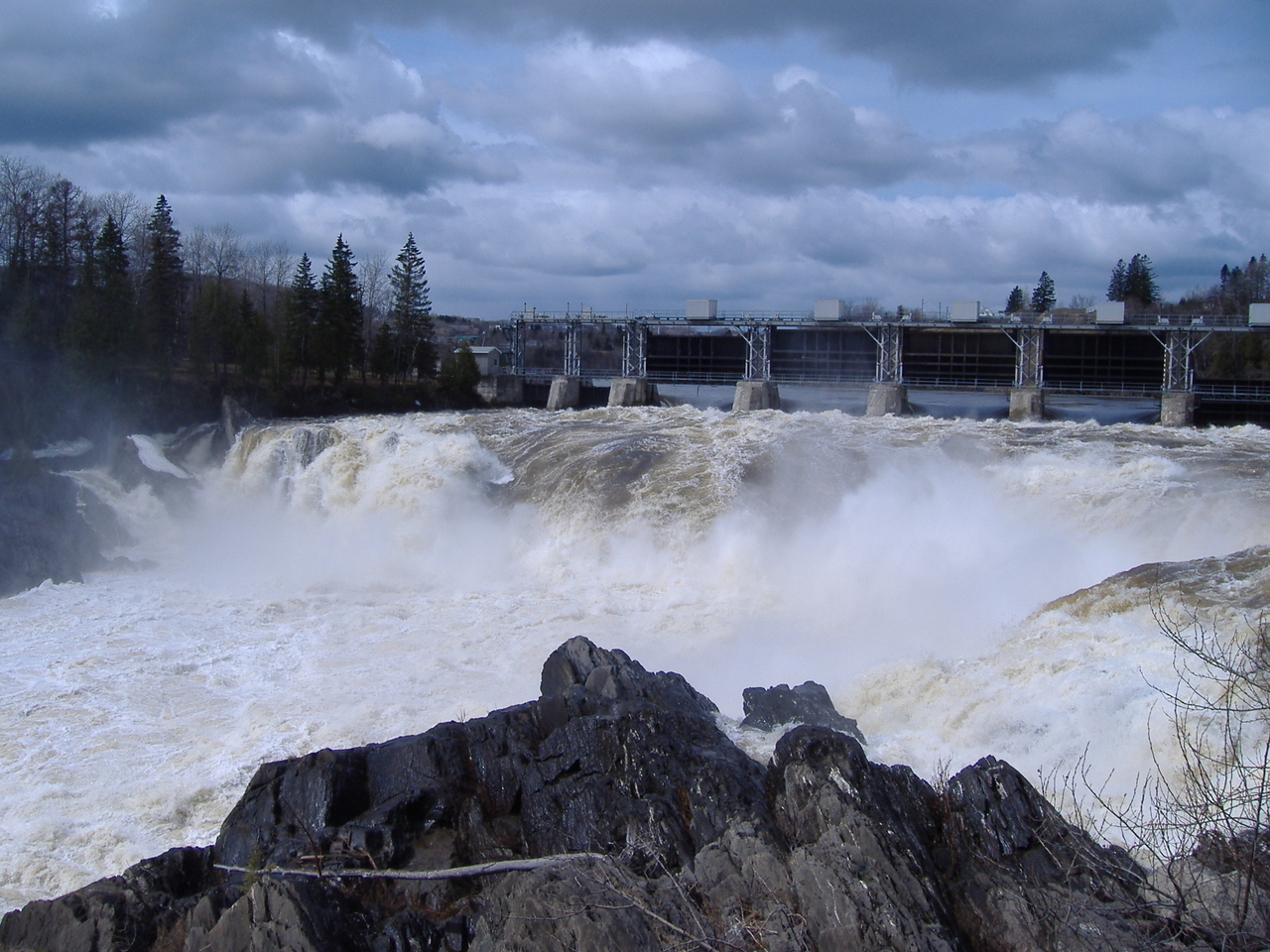
L'évacuateur de crue de la centrale de Grand-Sault, lors de la crue printanière du fleuve Saint-Jean.

La construction de la centrale de Grand-Sault sera entreprise à compter de 1926. En 1927, l'Assemblée législative québécoise confirme la loi de 1925 et accorde des concessions supplémentaires à la multinationale du papier. Ainsi le bloc de 5 000 chevaux destiné au Québec n'est plus livrable à la frontière, mais à la centrale même, ce qui ajoute le prix du transport au prix de l'électricité produite.
Alors que les travaux vont bon train, le doute plane sur la légalité des travaux à entreprendre au Québec. Deux députés libéraux, Eugène Fiset de Rimouski et l'ex-premier ministre Veniot, devenu ministre fédéral des Postes dans le deuxième gouvernement Mackenzie King, présentent en 1928 un projet de loi privé de la St. John River Storage à la Chambre des communes du Canada  afin d'avaliser les législations provinciales. Malgré l'opposition du député local Jean-François Pouliot, le projet est adopté en mai 1928 par une majorité d'élus libéraux et conservateurs.
C'est la stupeur lorsqu'on apprend un peu plus tard que le projet inondera 40 milles carrés (103,6 km2) de terres arables, en plus de l'église de Saint-Michel-du-Squatec, construite moins de 10 ans plus tôt. La population du Bas-Saint-Laurent, menée par l'évêque de Rimouski, Mgr Courchesne, s'engage contre le projet, qui n'apporte aucun avantage pour le Québec. Les représentations de la population et du clergé font reculer le gouvernement Taschereau, qui s'engage à ce que « la colonisation et l'agriculture ne soient pas sacrifiées à l'industrie ».
La centrale sera complétée en 1930, mais sans les apports additionnels qu'auraient pu apporter les travaux au Témiscouata. La Seconde Guerre mondiale entraîne une augmentation de la consommation d'électricité. Cette croissance des besoins entraîne des mesures de rationnement à la fin des années 1940. Dans les années 1950, la Commission électrique du Nouveau-Brunswick construit les barrages Tobique et Beechwood dans le bassin supérieur du fleuve Saint-Jean. La commission rachète finalement la centrale de Grand-Sault en 1959.